# サルビア・ディビノラム
サルビア・ディビノラム（学名Salvia divinorum）は、メキシコ合衆国のシエラマサテカに自生する、シソ科アキギリ属に属する多年草であり、これに含まれる成分サルビノリンAが幻覚作用を有する。この成分の含有は通常のサルビアとは異なる。カタカナに表記の揺れがありディヴィノルム、ディビノルムとも言うが、法令上は最初に示したとおりである。
20世紀中ごろに、原住民のマサテコ族によるシャーマニズムの研究の際に発見された。
2020年現在、日本において医薬品医療機器等法に基づく指定薬物に指定されているのは、「直ちに人の身体に使用可能な形状の」サルビア・ディビノラム自体および主成分のサルビノリンAである。国際的に厳しく規制されているものではなく、向精神薬に関する条約の管理下にはない。

## 特徴

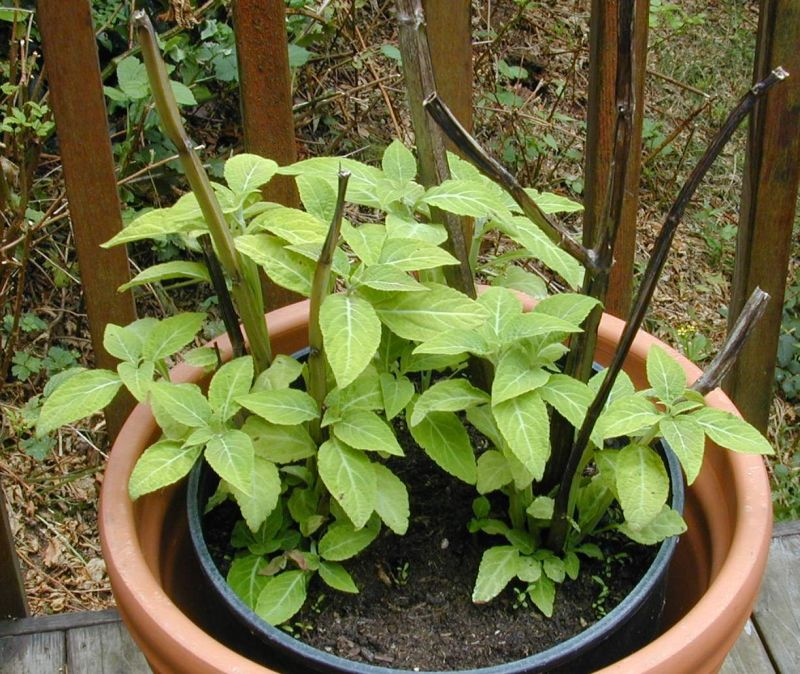
サルビア・ディビノラムの鉢

原産地はメキシコ合衆国オアハカ州シエラマサテカであり、標高300 mから1800 mの山峡やその他の湿潤な範囲といった、ごく限られた地域でしか生育していない。草丈は1 m以上 に達し、葉は先端がとがった卵型で鋸歯があり、葉長は15 cmに達する。中空で角型の茎をもち、花は紫色の萼を伴った白色のS字状、形態は総状花序である。
花の形態や容量、花蜜の成分から、ハチドリを対象とした鳥媒花であると推測されているが、野生では一例のみが観察されるにとどまっている。またサルビア・ディビノラムは冷涼で湿潤かつ日陰の場所で生育するが、花芽形成は日光によって促進される。花芽形成時期も10月から5月の間であればいつでも可能であるため、花芽形成は散発的に起こる。開花時期がそろわず、開花場所もそろわないことから、現在では受粉による繁殖は付随的ないしは痕跡的なものであると考えられている。温室内での人工受粉実験では自家受粉で3 %、他家受粉でも28 %程度の小堅果形成率しかないこともこの推測を裏付けている。また花粉も5割程度しか受精能力を持たないことが判明しているそのためサルビア・ディビノラムはおもに匍匐芽によって繁殖を行い、自然状態での種の形成は確認されていない。

### 発見
サルビア・ディビノラムは、1939年にマサテコ族のシャーマニズムについて研究を行っていた人類学者Roberto Weitlanerによって初めて西欧の記録に登場した。しかし記録自体はサルビア・ディビノラムの幻覚作用を用いた宗教的側面を記録したものであり、具体的に植物が同定されたのは1962年、ロバート・ゴードン・ワッソンおよびアルバート・ホフマンによる記録である。

### マサテコ族との関わり
マサテコ族はメキシコ合衆国オアハカ州北東部の山岳地帯および高原地帯を拠点とする少数民族である。スペイン人の征服により人口が減少しており、1970年の推定では総人口92,450人である。
メキシコ先住民族はスペイン人征服以前から、マジックマッシュルームや幻覚性アサガオを使用していることが記録されているが、サルビア・ディビノラムを使用していたかどうかは明確ではない。例えば16世紀のスペイン人征服者の記録にある、アステカ名"pipiltzintzintli"という植物がその作用からサルビア・ディビノラムをさすという学説もあるが確定はしていない。
マサテコ族社会においてサルビア・ディビノラムは重要な宗教的地位を占めている。現地名でサルビア・ディビノラムはska Mariaないしはska Pastoraと呼ばれており、聖母マリアの化身であると考えられている。このような宗教的側面から英語圏ではSage of the Seers（予言者のセージ）やDiviners’ Sage（占い師のセージ）と呼ばれる。また、非常に神聖視されているため、その栽培場所は秘匿されており、近代に至るまで西欧の記録に載らなかった理由の一つとなっている。しかしながらサルビア・ディビノラムの起源については明らかではない。スペイン人による征服以前からマサテコ族が現地に居住していたことは確認されているが、S. divinorumがそれ以前から自生していたのか、あるいは人為的に交配されたものなのであるかは判明していない。しかしながら伝統的にS. divinorumの使用を行っているのはマサテコ族のみであるため、マサテコ族ないしは滅亡したアステカ族がその起源に深くかかわっていると推測される。また前述した通り、サルビア・ディビノラムは受粉による栽培が難しいため、マサテコ族は株分けによってサルビア・ディビノラムを栽培しており、マサテコ族がもつサルビア・ディビノラムはすべてクローン個体である。また野生とされるサルビア・ディビノラムもすべてマサテコ族の旧居住地近くから発見されていることから、サルビア・ディビノラムが栽培種であるという仮説も提唱されている。
マサテコ族におけるサルビア・ディビノラムの利用は医療目的と宗教的目的であるがその区別はあいまいである。例えばサルビア・ディビノラムの葉を5枚ほど手ないしは石臼で刻み、水に浸したものを経口摂取することで頭痛の解消や、リュウマチ症状の緩和を行う万能薬として利用する。一方で敵対する呪術師が「腹に石を詰め込む」呪いをかけてきた場合の対抗手段として、聖母マリアの化身であるサルビア・ディビノラムを摂取することで「腹に詰め込まれた石を取り除く」ことができるとも考えられている。またサルビア・ディビノラムの葉50枚分を病人に摂取させることで、幻覚症状を惹起しその病気の原因について患者自身に語らせるないしは、呪いをかけている敵について語らせるという方法もとられる。
また、サルビア・ディビノラムはシャーマンの宗教的訓練の入門として利用されることもある。マサテコ族のシャーマンは2年以上に及ぶ宗教的訓練を行うが、「天国の風景を見る」ために幻覚性の植物を用いる。サルビア・ディビノラムやマジックマッシュルーム、タービナ・コリボサの種（リゼルグ酸アミドを含む）などが用いられるが、このうち最も効果が軽いサルビア・ディビノラムが最初の訓練に用いられる。このような訓練を行うことで、聖母マリアやその他の聖人の知恵を授かることができると考えられている。

## 成分サルビノリンA

Salvia divinorumの幻覚成分サルビノリンAの構造

S. divinorumにはsalvinorin B - I salvidivin A - D salvinicin A - B divinatorin A-Eなどの様々な成分が含まれているが、幻覚症状を引き起こすことが判明しているのはジテルペンに属するサルビノリンA（salvinorin A）のみである。 salvinorin AはS. divinorumの乾燥葉に0.89 - 3.70 mg/g 含有されている。しかしながらサルビノリンAの含有量はたとえ遺伝的に同一の植物体であっても非常に幅が広い。実際、S. divinorumの乾燥葉に3.2 - 5.0 mg/g 含有や、7.6 - 7.2 mg/g 含有といった報告もなされている。またWolowichらが市場に出回っているS. divinorumの濃縮物を調査したところ、5 - 20倍濃縮とされるもので0.126 - 0.951 mg/g であったが、2 - 25倍濃縮とされるものでは4.1 - 38.9 mg/g といった結果も出ている。そのため葉の量や、濃縮倍率などから実際の摂取量を推定することは困難である。
サルビノリンAは人体内で選択的にκ-オピオイド受容体に結合することで幻覚作用を発揮するが、S. divinorumの成分のうちこのような作用を持つものはサルビノリンAのみである。またサルビノリンAは既知の化合物の中で唯一の非含窒素κ-オピオイド受容体アゴニストである。サルビノリンAに既知の植物性幻覚剤との構造類似性が見られないものの、合成κ-オピオイド受容体アゴニストであるエナドリンと構造類似性を有する。
サルビノリンAはκ-オピオイド受容体とは高い親和性を持つものの、その他の受容体、イオンチャンネルなどとの親和性は無視できる程度である。これはLSDやジメチルトリプタミン、シロシビン、メスカリンといった他の植物性幻覚剤がμ-オピオイド受容体、δ-オピオイド受容体、シグマ受容体、グルタミン酸受容体といった受容体をターゲットとしていることと対照的である。
しかしながらサルビノリンAはκ-オピオイド受容体との結合のみでその幻覚作用を示すわけではない可能性が示唆されている。放射性炭素を導入した[11C] サルビノリンAをヒヒに投与し、PETを用いてイメージ化したところ、オピオイド受容体の非選択的阻害剤であるナロキソンを投与しても脳内の11C サルビノリンA分布に差がないことが判明した。またサルビノリンAはκ-オピオイド受容体が豊富に存在する中脳灰質といった部位だけではなく、κ-オピオイド受容体がほとんど存在しない視床下部といった部位のグルコース代謝活性を上げることも判明している。そのためサルビノリンAはκ-オピオイド受容体との直接的な相互作用だけではなく、その周辺組織とも複雑な相互作用をしているものと推測される。また現時点ではサルビノリンAがκ-オピオイド受容体以外の分子ターゲットと相互作用している可能性も否定できない。

### サルビノリンAの薬理学
サルビノリンAはほとんど粘膜吸収されない。そのためサルビノリンA 4 mgを舌下投与してもなんらの幻覚性も示さない。しかし蒸気を吸引させる方法でサルビノリンAを投与すると体重1 kgあたり6 μgという微量でも幻覚性を示す。また幻覚の強度は投与量に比例することも判明している。
また、摂取されたサルビノリンAは速やかに脳に達することが知られている。放射性炭素を導入した11C salvinorin Aによる脳PETイメージングでは、ヒヒに摂取後40秒で11C salvinorin Aの集積は最大となり、その量は投与量の3.3 %に相当した。この速度はおおよそコカインと同等である。しかし脳からの消失も同様に素早く、半減期は8分である。なお、In vitro実験の結果から、ヒトでは他の薬物代謝と同様に、水酸化酵素ファミリーであるシトクロムP450によるグルクロン酸抱合がサルビノリンAの代謝にかかわっていると推測されている。

### サルビノリンAの合成
サルビノリンAの化学的全合成は2008年、NozawaらによってWieland-Miescherケトンを出発物質とした20ステップの多段階合成により達成されている。しかしながら多段階の合成であるため、現時点ではサルビア・ディビノラムからのサルビノリンA精製に比べて経済的に優れた方法ではない。ただしκ-オピオイド受容体と相互作用しない部分に官能基を導入し、難代謝性や膜透過性を付与することで、経口摂取で十分な効果が得られるより手軽なサルビノリンA派生物が市場に出回る可能性は存在する。実際、消化管の痛みを解消する目的で経口投与可能なサルビノリンAアナログ(2-O-cinnamoylsalvinorin B)の開発が進んでおり、モデルマウスでの薬効が確認されている。
現在のところサルビノリンAの官能基導入にはサルビア・ディビノラムから精製したサルビノリンAを用いたセミ合成が主流である。そしてサルビノリンAに官能基を導入することで、受容体との親和性が顕著に変化することが判明している。例えばサルビノリンAの22位にエステルを導入することで、通常のκ-オピオイド受容体に対する親和性(Ki = 6.2 ± 2.2 nM)を3倍程度高めることができる(Ki = 2.0 ± 0.3 nM)。またμ-オピオイド受容体ともある程度の親和性(Ki = 711 ± 134 nM)を有する構造も発見されている。このことはサルビノリンAの効果を増大したり、モルヒネのターゲット受容体であるμ-オピオイド受容体を同時に刺激することで新たな幻覚症状を引き起こしたりといったドラッグデザインが可能であることを示唆している。

### サルビノリンAの幻覚効果
アカゲザルを用いた動物実験でサルビノリンAは眼瞼下垂、顔面弛緩を引き起こすことが判明している。またラットにサルビノリンAを投与して5-選択反応時間課題を行わせたところ、モチベーションの低下が見られることも判明している。またラットにおいて、サルビノリンAは短期記憶には影響しないものの、空間記憶、長期記憶、エピソード記憶を損なうことが判明している。そのほかにもサルビノリンAは報酬系の主たるホルモンである細胞外ドーパミンレベルを下げることがラットを用いたin vivo実験において判明している。そしてこのドーパミンレベルの低下がサルビノリンA誘導性神経不安症を誘発していると推定されている。
ヒトにおいてもサルビノリンAは様々な精神作用が報告されている。肯定的な効果と否定的な効果を列記する。
肯定的（ないしは目的とする）効果
1. リラクゼーションと気分の改善
2. 落ちついた気分になる
3. 強烈だが短時間のサイケデリック感覚
4. 意識の変成
5. 極彩色の光景が見える
6. 幻聴
7. 夢の中にいるような感覚
8. 思考の深化
9. 分離感覚ないしは個人認識、リアリティの喪失
10. 官能性および美的評価能力の向上
11. 浮いている感覚
12. 共感覚
13. 自己肯定感の向上
14. 洞察力の向上
15. 霊的な体験

否定的（ないしは目的としない）効果
1. 体性感覚の喪失
2. 統合失調
3. 取り留めのない思考
4. 精神的疲労感、肉体的疲労感、眠気
5. めまい
6. イライラ感、不安感、恐怖感、パニック感
7. 神経不安、身体違和感
8. 急性パラノイア
9. 神経運動性の興奮
10. 一時的な発話困難
11. 記憶喪失
12. 運動困難
13. 大量の発汗
14. 寒気や鳥肌
15. 吐き気、嘔吐、腹部不快感

これらの作用はサルビノリンA摂取後1分以内に現れ、15分程度持続する。
このほかにもいわゆる幽体離脱の感覚、特定の方向に押される感覚、体がねじられたり、伸ばされたりする感覚、まわりの風景がマンガのように見える感覚などが報告されている。しかし心拍数の上昇や、血圧の上昇は観察されない。
また近年では動画投稿サイトYouTubeに、サルビア・ディビノラムを使用している様子が多数投稿されている。その動画群を分析したところ、65 %が肯定的な効果を得ているのに対し、12 %は否定的な効果を得ていることが判明した。動画を投稿するかどうかは撮影者に委ねられており、また自分自身の精神的問題をサルビア・ディビノラムの吸入によって解決しようとする利用者は、サルビア・ディビノラムの肯定的な側面を強調しがちであることを考え合わせると、かなりの割合で否定的な効果が'サルビア・ディビノラムによってもたらされていると考えられる。
インターネット上にはサルビア・ディビノラムの危険性を明確に示す科学的データが少ないことを逆手にとって、サルビア・ディビノラムの使用は安全であると主張するサイトも存在する。しかし実際には複数の事故例が報告されている。例としてはサルビア・ディビノラムと大麻の使用歴がある15歳の少年が、急性のパラノイア症状、思考阻害、既視感によって緊急搬送され、その後3日間症状が継続した例やサルビア・ディビノラムの吸入直後に急性パラノイアに襲われた21歳の男性が、病院への緊急搬送中に車両から飛び降りるといった例が報告されている。
さらにサルビア・ディビノラムの慢性毒性についての報告例は少ないながらも存在しており、一日あたりサルビア・ディビノラムのタバコを3 - 5本、4か月程度連用した51歳の白人女性が、消化管の不快感から嘔吐、下痢を訴えたという報告もある。
また一般的にκ-オピオイド受容体アゴニスト系の薬物は依存性が低いものの、サルビノリンA は肯定的効果が摂取量と比例するのに対して、否定的効果が摂取量とあまり比例しないという特徴から、利用者は摂取量を増大させがちであるという指摘もなされている。

## 欧米諸国における蔓延
サルビア・ディビノラムの乱用は先進諸国で顕著である。アメリカ合衆国においては”マジックミント”、”レディ・サリー”、”サリーD”といった俗称で呼ばれており、“Purple Sticky”というブランドまで確立している。Fordらの報告によればアメリカ合衆国におけるサルビア・ディビノラムの使用履歴をもつ人口割合は、12 - 17歳の少年集団で1.66 %、18 - 34歳の青年集団で5.08 %に達するとされている。この値はアメリカ合衆国において近年上昇傾向にあり、166,453人を対象とした国勢調査で、それまでの人生で一度でもSalvia divinorumの使用を行った割合は2006年0.7 % だったものが2008年には1.3 %に上昇している。カナダでも同様に12 - 17歳の少年42,179人を調査したところ、3.8 %が直近1年間でサルビア・ディビノラムを使用しており、6.3 %がそれまでの人生の中で一度は使用したことがあるという結果が報告されている。

## 摂取方法

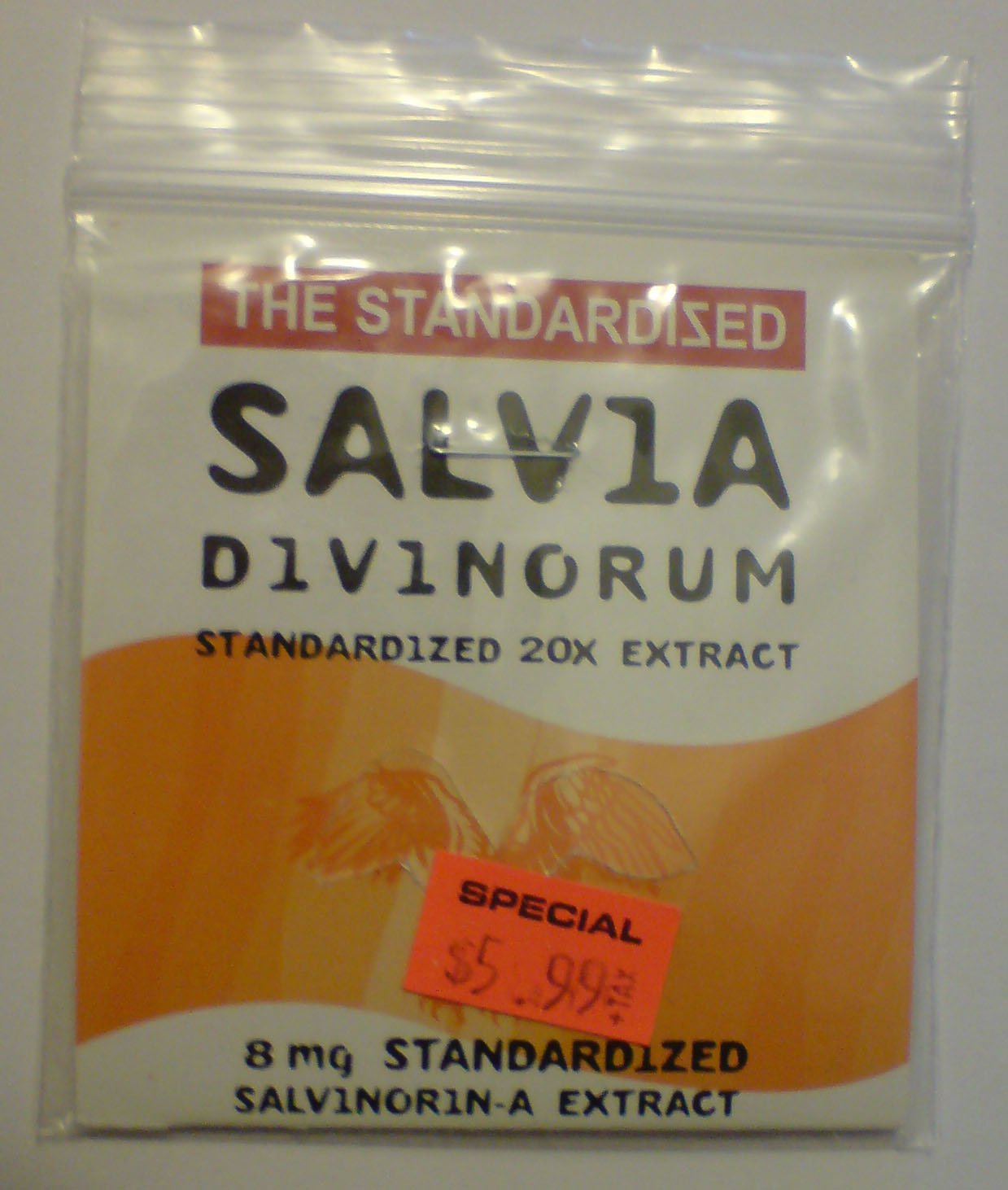
サルビア・ディビノラムの加工品

S. divinorumの摂取方法は水パイプを用いた蒸気の吸入が主であり、マリファナ吸引と同様である。一回の平均使用量は葉0.25 - 0.75 gであり、これを平均24秒間かけて吸入する。より長い効果を得るために、口の中で葉を噛む摂取方法もあるがあまり一般的ではない。